# Gnatholea stigmatipennis
Gnatholea stigmatipennis är en skalbaggsart som först beskrevs av White 1855.  Gnatholea stigmatipennis ingår i släktet Gnatholea och familjen långhorningar.
Artens utbredningsområde är Filippinerna. Inga underarter finns listade i Catalogue of Life.